# Elecciones presidenciales de Ecuador de 1849
Esta fue la fallida elección del Presidente Constitucional del Ecuador realizada por el Congreso Nacional, según dictaba la Constitución de Ecuador de 1845.

## Antecedentes
Se realizaron 105 votaciones en las que ningún candidato logró obtener 2 tercios de los votos, como establecía la constitución para elegir a un nuevo presidente, por lo que al finalizar el período constitucional, el Congreso decidió delegar la elección al Congreso siguiente, encargando la presidencia al vicepresidente Manuel de Ascázubi. La última elección del 14 de octubre de 1849 es la detallada en este artículo

## Candidatos y Resultados
Ningún candidato obtuvo la mayoría absoluta para resultar electo, siendo esta la única vez en la historia del Ecuador en que una elección resulta fallida.
| Partido     | Presidente               | Cargos Previos                                              | Votos |
| ----------- | ------------------------ | ----------------------------------------------------------- | ----- |
| Liberal     | Antonio Elizalde Lamar   | Presidente de la Cámara del Senado (1847)                   | 22    |
| Liberal     | Modesto Larrea y Carrión | Vicepresidente de la República (1831 - 1834)                | 2     |
| Liberal     | Pablo Merino Ortega      | Vicepresidente de la República (1845 - 1847)                | 2     |
| Conservador | Diego Noboa y Arteta     | Presidente de la Cámara del Senado (1839) / (1848)          | 19    |
| Conservador | Benigno Malo Valdivieso  | Ministro del Interior y Relaciones Exteriores (1843 - 1845) | 1     |

Fuente:

## Encargo del poder del 15 de octubre de 1849
Esta fue la designación realizada durante el último día en funciones del Congreso Nacional de 1845 - 1849, en la que, al fallar en elegir a un nuevo presidente, se votó por encargar la presidencia al vicepresidente de Ramón Roca, Manuel de Ascazúbi, hasta la elección de un nuevo presidente en la siguiente legislatura, aprobada de forma unánime.